# Cilindro

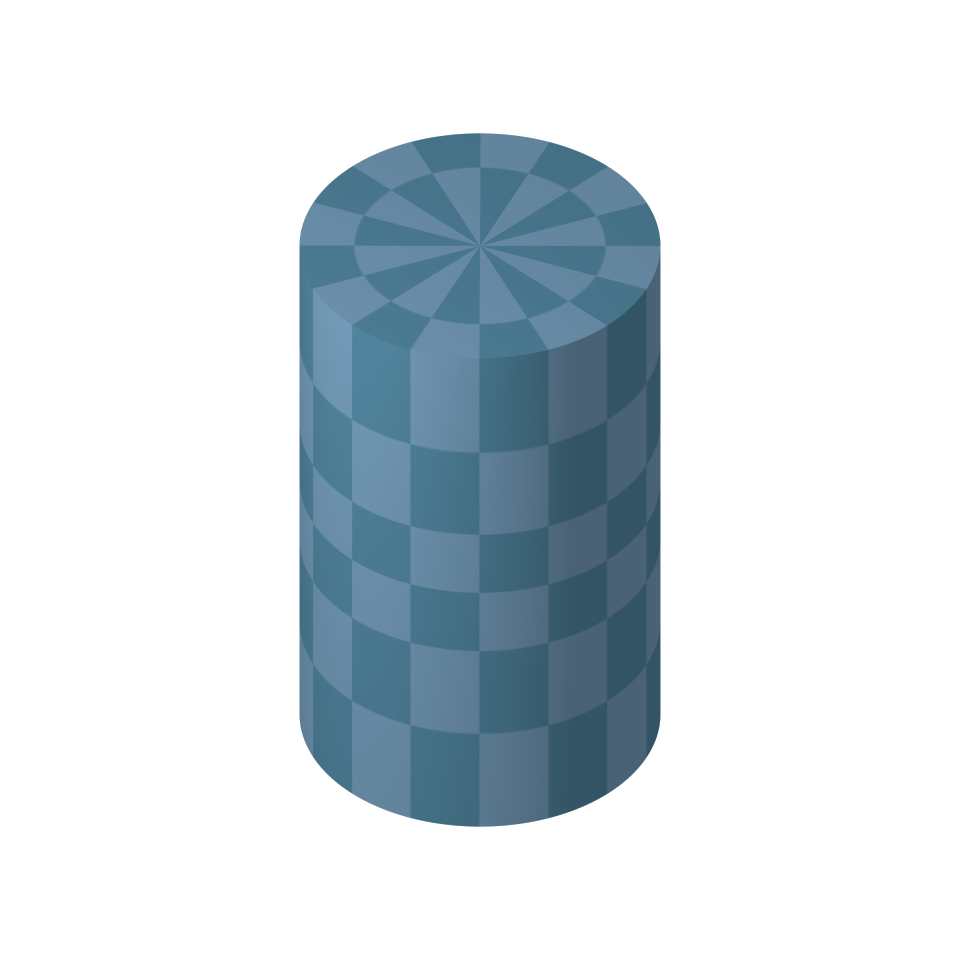
Um cilindro.

Em Geometria, um cilindro é o objeto tridimensional delimitado pela superfície de translação completa de um segmento de reta que se move paralelamente a si mesmo, e se apoia em uma circunferência. De maneira mais prática, o cilindro é um corpo alongado e de aparência redonda, com o mesmo diâmetro ao longo de todo o comprimento. Ao considerar-se um prisma de base regular, e fazer o número de lados/vértices da base tender ao infinito, o prisma tenderá a um cilindro.

## Elementos
Os elementos do cilindro são
- Duas bases: são dois círculos congruentes e paralelos.
- Geratrizes: segmentos congruentes e paralelos entre os pontos da circunferência de uma base e os pontos correspondentes na outra base.
- Altura: distância entre os planos das bases.

## Classificação
Os cilindros podem ser divididos em duas categorias, referentes ao ângulo entre a sua altura e o plano da base:
- Reto: se as geratrizes são perpendiculares aos planos das bases;
- Oblíquo: se as geratrizes são oblíquas (não-perpendiculares) aos planos das bases.

E, referente à relação entre a altura e o raio da base, apenas uma categoria relevante de classificação:
- Equilátero: é todo cilindro reto em que a altura é igual ao diâmetro da base[2], ou seja{\displaystyle g=h=2r}Assim, a secção meridiana é um quadrado.

## Área e volume

### Cilindro reto
Para um cilindro reto de raio {\displaystyle r} e altura {\displaystyle h},
- O volume é: {\displaystyle V=\pi r^{2}h}

- A área da base circular é igual à área de um círculo, {\displaystyle A_{B}=\pi r^{2}}, e a área lateral é {\displaystyle A_{L}=2\pi rh}

- A área total de sua superfície é {\displaystyle A_{T}=2A_{B}+A_{L}}, ou seja: {\displaystyle A_{T}=2\pi r(h+r)}

## Otimização

### Área mínima
Dado um volume fixo, pode-se descobrir qual a razão entre a altura e o raio de um cilindro reto para que a área seja mínima. Calcular a área mínima é útil em problemas de otimização de custo de produção, que deve ser diretamente proporcional à área. 
Seja um cilindro reto de raio {\textstyle r}, altura {\textstyle h} e volume fixo {\textstyle V}. A condição para que a área seja mínima é {\textstyle h=2r}.
Inicialmente, o volume é dado por:{\displaystyle V=\pi r^{2}h}Em seguida, a área em função de {\textstyle r} e {\textstyle V} é:
{\displaystyle A=2\pi r^{2}+2\pi rh=2\pi r^{2}+{\frac {2V}{r}}}Perceba que a função vai para o infinito positivo tanto quando o valor de {\textstyle r} vai para {\textstyle \infty } quanto para {\textstyle 0}. Logo, deve possuir um valor mínimo. O valor mínimo da função será um ponto crítico, quando a derivada for nula:
{\displaystyle {\begin{aligned}A(r)&=2\pi r^{2}+{\frac {2V}{r}}\\A'(r)&=4\pi r-{\frac {2V}{r^{2}}}\\A'(r)&=0\Leftrightarrow 4\pi r={\frac {2V}{r^{2}}}\Leftrightarrow V=2\pi r^{3}\end{aligned}}}Igualando a equação volume-raio da área mínima com a equação inicial de volume:{\displaystyle \pi r^{2}h=2\pi r^{3}}Logo,{\displaystyle h=2r}Portanto, o cilindro reto de menor área dado um volume fixo é o cilindro equilátero, em que a altura é igual ao diâmetro da base. Tal otimização também é equivalente a maximizar o volume, dada uma área fixa.